# مريوم (السدة)

تعديل مصدري - تعديل

مريوم هي إحدى قرى عزلة بني الحارث بمديرية السدة التابعة لمحافظة إب، بلغ تعداد سكانها 438 نسمة حسب تعداد اليمن لعام 2004.